# عقرب‌ماهی‌تباران
عقرب‌ماهی‌تباران (به لاتین: Scorpaenini) تباری از ماهیان پرتوبالگان دریایی، یکی از دو تبار در زیرخانواده Scorpaeninae است. این تبار دارای عقرب‌ماهی‌های «معمولی» یا «راستین» است. طبقه‌بندی عقرب‌ماهی‌ها در حال تغییر است، نسخه پنجم ماهیان جهان آن را به عنوان تباری در زیرخانواده Scorpaeninae از خانواده عقرب‌ماهیان در راسته عقرب‌ماهی‌سانان تلقی می‌کند، در حالی که دیگر مقامات آن را به عنوان یک زیرخانواده در یک خانواده کاهش‌یافتهٔ Scorpaenidae در زیرراسته Scorpaenoidei , یا بالاخانوادهٔ Scorpaenoidea در راسته سوف‌ماهی‌سانان جای داده‌اند.
این تبار دارای حداقل ۱۷ سرده و نزدیک به ۲۰۰ گونه دارد.